# Vasile Drăgănel
Vasile Drăgănel (n. 10 septembrie 1962, satul Hoginești, raionul Călărași) este un general-maior de poliție care a deținut funcția de ministru al afacerilor interne în Guvernul Republicii Moldova (2001 - 2002).

## Biografie
Vasile Drăgănel s-a născut la data de 10 septembrie 1962 în satul Hoginești (raionul Călărași). A absolvit în anul 1983 Institutul Pedagogic de Stat "Alecu Russo" din Bălți obținând calificarea de profesor de limba engleză. 
După efectuarea serviciului militar obligatoriu (1983-1984), a lucrat începând din anul 1985 ca profesor de limba engleză la Liceul din Călărași, apoi s-a înrolat ca ofițer în cadrul Ministerului Afacerilor Interne al Republicii Moldova, servind în această calitate până în anul 1992. Apoi a lucrat ca ofițer în cadrul Ministerului Securității Naționale din Republica Moldova (1992-1994). 
Între anii 1994-1997, a fost ofițer superior, șef-adjunct și șef al Serviciului de Protecție și Pază de Stat al Președintelui Republicii Moldova. 
Prin Decretul nr. 147-II din 25 aprilie 1997 al Președintelui Republicii Moldova, Petru Lucinschi, colonelul Vasile Drăgănel a fost numit în funcția de șef al Serviciului de Protecție și Pază de Stat . Curtea Constituțională din Republica Moldova a declarat, prin Hotărârea nr. 40 din 22 decembrie 1997, decretul de numire a lui Vasile Drăgănel ca fiind neconstituțional. La 4 martie 1998, a fost numit din nou în aceeași funcție, de data aceasta cu respectarea prevederilor constituționale. 
În perioada 19 aprilie 2001 - 27 februarie 2002, colonelul de poliție Vasile Drăgănel a îndeplinit funcția de ministru al afacerilor interne în Guvernul Republicii Moldova. Printr-un decret prezidențial din 20 februarie 2002, președintele Vladimir Voronin i-a acordat gradul special de general-maior de poliție. 
Generalul Vasile Drăgănel a demisionat la 27 februarie 2002, fără a preciza motivele care l-au determinat să ia această decizie, dar a menționat că hotărârea sa nu are nici o legătură cu protestele din Piața Marii Adunări Naționale. Agenția de știri Infoprim a citat surse din Ministerul de Interne, care au dorit să-și păstreze anonimatul, afirmând că Drăgănel și-ar fi dat demisia pentru că a refuzat să intervină în forță împotriva demonstranților. 
Este căsătorit și are doi copii.